# Navalperal de Pinares
Navalperal de Pinares é um município da Espanha na província de Ávila, comunidade autónoma de Castela e Leão, de área 49,83 km² com população de 965 habitantes (2007) e densidade populacional de 19,18 hab/km².

## Demografia
| Variação demográfica do município entre 1991 e 2004 | Variação demográfica do município entre 1991 e 2004 | Variação demográfica do município entre 1991 e 2004 | Variação demográfica do município entre 1991 e 2004 |
| --------------------------------------------------- | --------------------------------------------------- | --------------------------------------------------- | --------------------------------------------------- |
| 1991                                                | 1996                                                | 2001                                                | 2004                                                |
| 943                                                 | 943                                                 | 782                                                 | 960                                                 |